# Toronto Raptors 1998-1999
La stagione 1998-99 dei Toronto Raptors fu la 4ª nella NBA per la franchigia.
I Toronto Raptors arrivarono sesti nella Central Division della Eastern Conference con un record di 23-27, non qualificandosi per i play-off.

## Roster
| N° | Naz.                     | Ruolo | Sportivo           | Anno | Alt. | Peso |
| -- | ------------------------ | ----- | ------------------ | ---- | ---- | ---- |
| 1  | Stati Uniti (bandiera)   | A     | Tracy McGrady      | 1979 | 203  | 95   |
| 3  | Stati Uniti (bandiera)   | G     | Mark Baker         | 1969 | 185  | 79   |
| 4  | Stati Uniti (bandiera)   | C     | Michael Stewart    | 1975 | 208  | 104  |
| 7  | Stati Uniti (bandiera)   | G     | Dee Brown          | 1968 | 185  | 73   |
| 11 | Stati Uniti (bandiera)   | G     | Negele Knight      | 1967 | 185  | 79   |
| 12 | Stati Uniti (bandiera)   | A     | John Thomas        | 1975 | 206  | 120  |
| 13 | Stati Uniti (bandiera)   | GA    | Doug Christie      | 1970 | 198  | 91   |
| 14 | Stati Uniti (bandiera)   | G     | Micheal Williams   | 1966 | 188  | 79   |
| 15 | Stati Uniti (bandiera)   | GA    | Vince Carter       | 1977 | 201  | 98   |
| 20 | Stati Uniti (bandiera)   | G     | Alvin Williams     | 1974 | 196  | 84   |
| 22 | Nuova Zelanda (bandiera) | AC    | Sean Marks         | 1975 | 208  | 113  |
| 34 | Stati Uniti (bandiera)   | AC    | Charles Oakley     | 1963 | 203  | 102  |
| 35 | Stati Uniti (bandiera)   | A     | Reggie Slater      | 1970 | 201  | 98   |
| 42 | Stati Uniti (bandiera)   | AC    | Kevin Willis       | 1962 | 213  | 100  |
| 44 | Stati Uniti (bandiera)   | A     | John Wallace       | 1974 | 203  | 102  |
| 54 | Stati Uniti (bandiera)   | C     | William Cunningham | 1974 | 211  | 113  |

## Staff tecnico
- Allenatore: Butch Carter
- Vice-allenatori: Jim Thomas, Joe Harrington, Brian James